# Dataart
Dataart är en hemelektronikskedja med 33 varuhus i Tjeckien och Slovakien. Företaget hade 1 125 anställda år 2007 och ägs av Kesa Electricals Plc.